# Maria de Arruda Müller
Maria de Arruda Müller (Cuiabá, 9 de dezembro de 1898 — Cuiabá, 4 de dezembro de 2003) foi uma professora e poetisa brasileira.
Foi fundadora da primeira revista feminina de Mato Grosso, A Violeta. Colaborou em jornais como O Cruzeiro e A Cruz. Destacou-se na área da educação e como poetisa teve três livros publicados. Participou ativamente da história política e cultural de Cuiabá e do estado de Mato Grosso.

## Biografia
Generoso Ponce, seu avô e uma das grandes lideranças políticas estaduais matogrossenses, na virada do século XIX para o XX, a presenteava com livros, estimulando e desenvolvendo o gosto pelo estudo. Aos cinco anos, já estava alfabetizada.
Maria começou sua carreira de professora aos dezesseis anos.
Casou em abril de 1919 com Júlio Strübing Müller, o interventor nomeado por Getúlio Vargas, de 1937 até 1945. No período da intervenção, fundou o Abrigo Bom Jesus, para crianças carentes, e o Abrigo dos Velhos.
Comendadora da Ordem Nacional do Mérito Educativo, grau de grande oficial. Primeira mulher a conquistar uma cadeira na Academia Mato-grossense de Letras, em 1930. Presidiu a LBA (Legião da Boa Vontade) durante a Segunda Guerra Mundial, inclusive providenciando cuidados para com as famílias dos soldados.
Em 1942, revelando seu lado de ativista feminina, fundou a Sociedade de Proteção à Maternidade e Infância de Cuiabá. Nessa época, o marido construiu a ponte sobre o Rio Cuiabá, a estação de tratamento de água e o Colégio Estadual de Mato Grosso, o Liceu Cuiabano. Estas obras, realizadas quando se cogitava em transferir a capital para Campo Grande, ajudaram a manter a posição de Cuiabá como capital do estado.
Maria Müller deixou as salas de aula aos 96 anos de idade, por razões de saúde. Começou a vida profissional como auxiliar de professora.
Em 2002, o ministro da Educação, Paulo Renato de Souza, entregou-lhe a comenda da Ordem Nacional do Mérito Educativo, grau de Grande Oficial, em mãos, na sua própria casa, por ser considerada a mais antiga educadora do Brasil. Criada em 1955 pelo presidente Café Filho, essa comenda homenageia personalidades que prestaram serviços excepcionais à educação.
Às vésperas de completar 105 anos, faleceu às 9h30min no Hospital Santa Rosa, em Cuiabá, de infarto. Filha de João Pedro de Arruda e Adelina Ponce de Arruda. Neta de Generoso Ponce. A governadora interina Iraci França decretou luto oficial no estado de Mato Grosso por três dias. Foi sepultada no Cemitério da Piedade.

## Prêmios e homenagens
- 2001 – Roda de Leitura com o escritor Roberto Drumond (homenageada).[11]
- 2002 – Comenda de Ordem Nacional do Mérito Educativo, grau de Grande Oficial.[12]
- Membro honorário do Instituto Histórico e Geográfico de Mato Grosso.[5]
- Ocupante da cadeira número 7 da Academia Mato-grossense de Letras.[5]

## Livros
- Sons Longínquos - em parceria com a pianista Dunga Rodrigues.[1]
- Cuiabá ao Longo de 100 Anos.[1]